# 슈테벤 추버
슈테벤 추버(독일어: Steven Zuber, 1991년 8월 17일 빈터투어 ~ )는 스위스의 축구 선수로 AEK 아테네에서 활약하고 있다.